# Trichoniscus aphonicus
Trichoniscus aphonicus is een pissebed uit de familie Trichoniscidae. De wetenschappelijke naam van de soort is voor het eerst geldig gepubliceerd in 1977 door Borutzkii.